# Gulripshi
Gulripshi (en georgiano: გულრიფში; en abjasio: Гәылрыҧшь, romanizado: Gwylryphsh; en ruso: Гульрыпш, romanizado: Gulrypsh) es una ciudad que pertenece a la parcialmente reconocida República de Abjasia, capital del distrito de Gulripshi, aunque de iure pertenece al municipio homónimo de la República Autónoma de Abjasia de Georgia.

## Geografía
Gulripshi se encuentra en la costa del Mar Negro, en la llanura de Samurzakán, 12 kilómetros al sureste de Sujumi, la capital abjasia. Limita al norte con el pueblo de Machara y en el sur con Pshapi. 

### Clima
Gulripshi es una ciudad balneario costera, principalmente el balneario de Agudzera. Su clima es subtropical húmedo, por lo que disfruta de inviernos cálidos y veranos calurosos.

## Historia
Nikolái Smetskoi construyó tres sanatorios en Gulripsh entre 1902 y 1913 para pacientes con enfermedades pulmonares y fundó varios parques con plantas subtropicales. Después de la Revolución rusa se nacionalizaron los sanatorios.
Se le concedió el estatus de municipio en 1975. El pueblo cuenta con instalaciones administrativas, educativas, culturales y de salud, sanatorios, pensiones. Éstas se centran en la climatoterapia, principalmente centrado en diferentes formas de tuberculosis pulmonar. Sus temporadas de funcionamiento es todo el año. En 1991, había una fábrica de productos de construcción para viviendas, una empresa de servicios domésticos, jardines de infancia, escuelas secundarias y escuelas de música, la Estación Experimental de Cultivos Subtropicales de Sujumi, la Estación Experimental de Protección de Plantas de Abjasia del Instituto de Investigación de Protección de Plantas de Georgia, entre otros.

## Demografía
La evolución demográfica de Gulripshi entre 1886 y 2019 fue la siguiente:
| 112                                                 | 4906 | 3363 | 8012 | 10 697 | 3575 | 3910 | 3898 | 3857 | 3865 |
| (Fuente: Population of Abkhazia since Soviet times) |      |      |      |        |      |      |      |      |      |

Gulripshi llegó a un máximo de población en 1989, con más de 10.000 personas viviendo en la ciudad. Sin embargo, después de la guerra de Abjasia se produjo un gran descenso poblacional debido a la limpieza étnica de georgianos en la ciudad y la huida de numerosos rusos que vivían en la ciudad. La población pasó de ser mayoritariamente rusa y georgiana, a ser de mayoría abjasia y rusa. La mayoría de los desplazados que fueron afectados por el conflicto, no han regresado aún a la ciudad.
|              | 1979      | 1979       | 2011      | 2011       |
| Grupo étnico | Población | Porcentaje | Población | Porcentaje |
| ------------ | --------- | ---------- | --------- | ---------- |
| Georgianos   | 2719      | 33,9%      | 203       | 5,3%       |
| Abjasios     | 210       | 2,6%       | 1735      | 44,4%      |
| Rusos        | 3492      | 43,6%      | 1058      | 27,1%      |
| Ucranianos   | 429       | 5,4%       | 96        | 2,5%       |
| Armenios     | 679       | 8,5%       | 638       | 16,3%      |
| Griegos      | 164       | 2%         | 36        | 0,9%       |
| Total        | 8012      | 100%       | 3910      | 100%       |

## Infraestructura

### Transporte
Por Gulripshi pasan tanto el ferrocarril como una carretera que lo unen con Sujumi.

## Galería

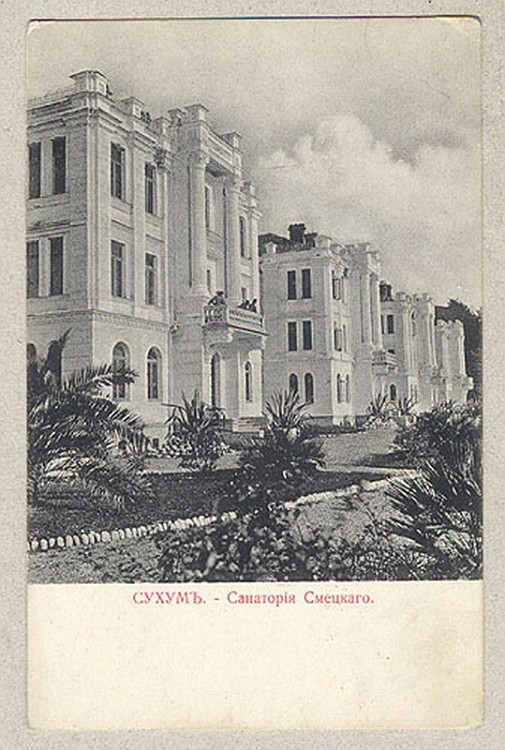
Postal de los sanatorios de Gulripshi
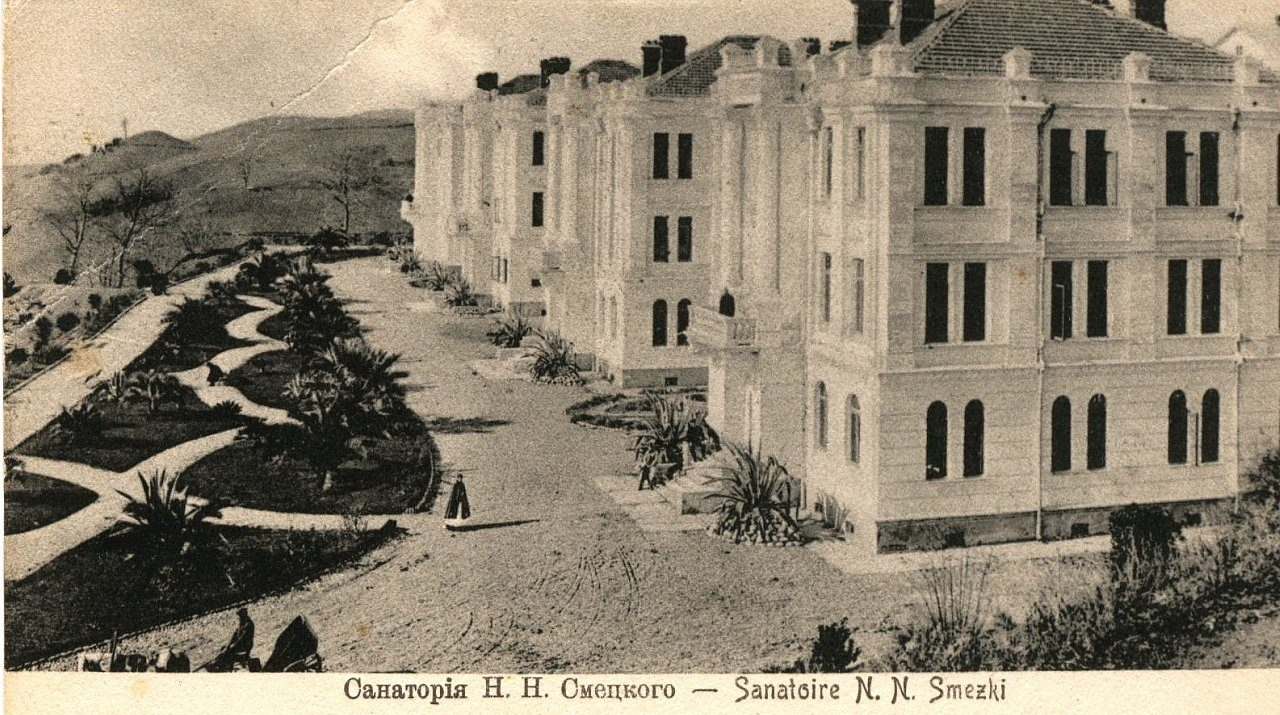
Sanatorio Smetskoy
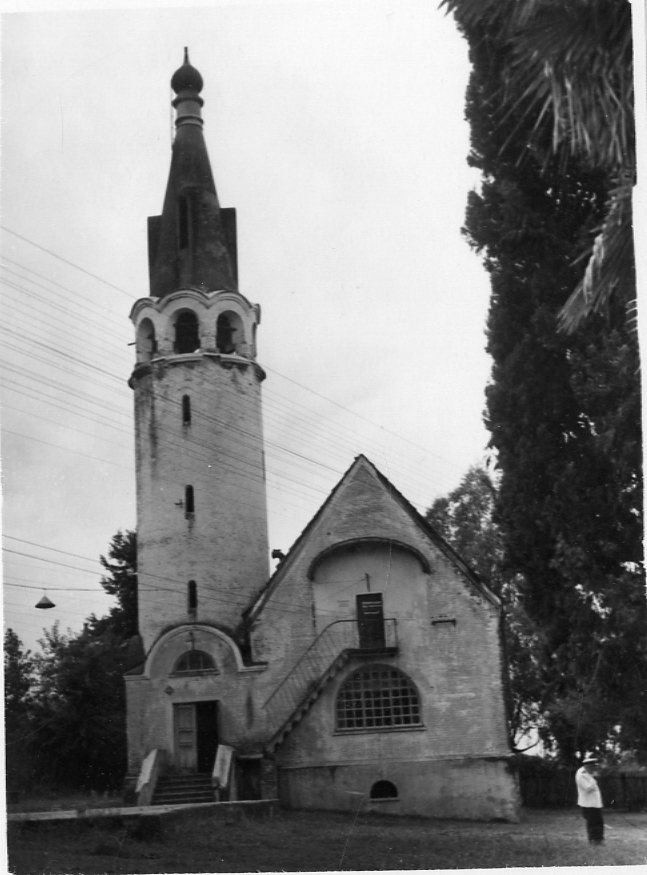
Antigua iglesia de Gulripshi (1957)